# Urania Fantasy
Urania Fantasy, poi Fantasy Urania, è stata una collana editoriale dedicata alla narrativa fantasy pubblicata in Italia da Arnoldo Mondadori Editore, come complemento alla collana fantascientifica Urania. Venne pubblicata dal 1988 al 2008 in varia forma e cadenza, per un totale di 95 volumi.

## Storia editoriale
Fondata nel 1952, Urania fu una delle prime collane editoriali italiane dedicate alla letteratura di fantascienza e contribuì fortemente a sdoganare il genere in Italia: ogni numero della collana proponeva infatti un romanzo completo, stampato in brossura tascabile e distribuito a cadenza mensile nelle edicole. Nel corso degli anni Arnoldo Mondadori Editore affiancò alla linea principale anche un certo numero di collane "figlie" di taglio diverso e complementare, come gli speciali antologici Urania Millemondi o la proposta di volumi omnibus Biblioteca di Urania. A cavallo fra gli anni Settanta e Ottanta il mercato librario italiano iniziò a interessarsi anche al genere fantasy, importato ad esempio da Editrice Nord attraverso i progetti Arcano e Fantacollana, e Mondadori decise di espandere la propria offerta affiancando ad Urania una pubblicazione analoga dedicata alla narrativa di magia, appunto Urania Fantasy. 
La nuova collana esordì l'8 giugno 1988 e propose tanto novità editoriali quanto ristampe di romanzi già pubblicati da altri editori (in particolare il ciclo del Mondo delle Streghe di Andre Norton e la serie di John Daker di Michael Moorcock), prediligendo le saghe in più volumi entro i sottogeneri dello high fantasy, dello heroic fantasy e dello science fantasy; entro questa selezione spiccarono per qualità artistica i romanzi autoconclusivi di Patricia A. McKillip, C. J. Cherryh, Geoff Ryman, Michael Shea, Avram Davidson e Poul Anderson, tutti autori e autrici insigniti di importanti premi letterari; i primi due volumi della Saga dei Mitago di Robert Holdstock, opere seminali del fantasy mitico; e il ciclo completo di Kane composto da Karl Edward Wagner, principale esponente della "seconda generazione" di autori sword & sorcery; un piccolo nucleo di opere, infine, furono antologie di testi brevi curate, fra gli altri, da Marion Zimmer Bradley e Isaac Asimov. Va poi rimarcato che una minoranza di testi era già stata pubblicata da Mondadori stessa entro collane di grande formato ed ebbe in Urania Fantasy una riedizione economica: La Leggenda di Nift, Gli imperi azzurri, La saga di Gloriana e La conquista dello scettro erano apparsi in Biblioteca di Fantasy, e i primi due volumi del ciclo di Landover nella linea IPERFiction di Interno Giallo (etichetta poi divenuta sussidiaria di Mondadori); viceversa Il pozzo dell'unicorno e parte delle saghe di Kane e dei Mitago sarebbero stati riproposti in libreria entro gli Oscar Fantasy, mentre la pubblicazione in Urania Fantasy del romanzo umoristico di Terry Pratchett Il colore della magia (primo volume dell'universo del Mondo Disco) fu propedeutica alla traduzione dei suoi seguiti in Biblioteca di Fantasy. Fra 1992 e 1994 vennero affiancati ai numeri regolari anche dei supplementi intitolati Speciali Fantasy (di fatto modellati sugli Urania Millemondi), che combinavano in un volume unico due (e in un caso tre) romanzi, raccolte personali e/o antologie miscellanee. Dopo il 76° numero di settembre 1994, tuttavia, la pubblicazione mensile di romanzi singoli si interruppe, lo Speciale Fantasy Inverno 1994 venne conteggiato come 77° numero regolare e nel corso dell'anno 1995, analogamente, furono pubblicate solo due uscite semestrali (un omnibus di romanzi e un'antologia) simili per foliazione e formato grafico ai precedenti sei numeri Speciali.
Dopo sei anni di iato, nell'agosto 2001 il progetto venne rilanciato con il nuovo nome di Fantasy Urania e una veste grafica più simile a quella della collana Urania principale, di cui ora figurava come supplemento. e la numerazione ripartì dal numero 1; la cadenza, però, rimase sempre irregolare, e si ebbe un nuovo cambio di veste grafica con il numero 8 di luglio 2006. A cavallo fra 2007 e 2008 Mondadori scelse di includere alcune opere fantasy nella collana di ristampe Urania - Le grandi saghe e in effetti nell'aprile 2008 la casa editrice rilanciò nuovamente Fantasy Urania dal numero 1, mantenendo la grafica introdotta a luglio 2006 e alternandola come supplemento alla neonata Urania Horror; ambo le collane furono però chiuse già a fine 2008 e fuse assieme nel nuovo periodico Epix, sospeso a sua volta nel 2010. In questa brevissima seconda fase il catalogo di Fantasy Urania si divise equamente fra prime edizioni di romanzi anglofoni, ristampe di classici, e opere di autori italiani.
L'originaria collana Urania Fantasy venne stampata in brossura con un formato di 130 x 190 mm e presentava illustrazioni di copertina a tutta pagina, sormontate dal logo "Urania Fantasy"; nei numeri da 1 a 39 la parola "Urania" era stampata verticale e quella "Fantasy" incurvata a mo' di cupola, mentre a partire dal numero 40 "Fantasy" venne stampato orizzontale e "Urania" fu inscritto entro la lettera "F" maiuscola. Gli Speciali Fantasy presentavano lo stesso formato di 130 x 190 mm dei numeri regolari, ma presentavano un fondo di copertina argentato, un'intestazione in rosso "Fantasy presenta…", e un'illustrazione racchiusa in un riquadro anch'esso rosso, contenente al proprio interno pure il titolo del volume; fece eccezione il numero 5, che racchiuse il titolo del volume in un cartiglio per lasciare spazio a un'illustrazione a tutta pagina; l'intestazione "Fantasy presenta…" fu utilizzata anche dai numeri 78 e 79 della collana principale, che era passata brevemente a cadenza semestrale. La prima serie di Fantasy Urania passò invece a un formato di 115 x 195 mm e adottò copertine bianche, illustrazioni tonde circondate da una cornice nera, il titolo "Fantasy" in nero su un'intestazione dorata e il sottotitolo "Urania" nell'occhiello, ma dal numero 8 si tornò alle illustrazioni a tutta pagina; la seconda serie di Fantasy Urania preservò questo impianto, ma con formato 105 x 175 mm. 

## Elenco delle pubblicazioni
| Numero | Autore                                                          | Titolo                                     | Note | Anno           |
| ------ | --------------------------------------------------------------- | ------------------------------------------ | --- | -------------- |
| 1      | Orson Scott Card                                                | I giorni del cervo                         | | Giugno 1988    |
| 2      | C. J. Cherryh                                                   | L'albero delle spade                       | Secondo romanzo della dilogia di Ealdwood. | Luglio 1988    |
| 3      | Michael Shea                                                    | Yana                                       | | Agosto 1988    |
| 4      | Jennifer Roberson                                               | Il sangue dei Cheysuli                     | Primo romanzo dell'ottologia dei Cheysuli. | Settembre 1988 |
| 5      | Fletcher Pratt                                                  | Il pozzo dell'unicorno                     | La traduzione italiana taglia arbitrariamente le illustrazioni commissionate dall'autore per il testo originale. | Ottobre 1988   |
| 6      | Nancy Springer                                                  | Il libro di Isle                           | Primo romanzo della pentalogia del Libro di Isle. | Novembre 1988  |
| 7      | Brenda W. Clough                                                | La corona di cristallo                     | Primo romanzo della tetralogia di Averidan. | Dicembre 1988  |
| 8      | Patricia A. McKillip                                            | La maga di Eld                             | | Gennaio 1989   |
| 9      | Andre Norton                                                    | Il gioco degli eroi                        | Romanzo tie-in per il gioco di ruolo Dungeons & Dragons. | Febbraio 1989  |
| 10     | Peter Morwood                                                   | Il bastone del drago                       | Primo romanzo della tetralogia del Libro degli Anni. | Marzo 1989     |
| 11     | Terry Pratchett                                                 | Il colore della magia                      | Primo romanzo del ciclo di Scuotivento entro l'universo del Mondo Disco. | Aprile 1989    |
| 12     | Jennifer Roberson                                               | Il canto di Homana                         | Secondo romanzo dell'ottologia dei Cheysuli. | Maggio 1989    |
| 13     | Robert Holdstock                                                | La foresta dei Mitago                      | Primo romanzo della Saga dei Mitago. | Giugno 1989    |
| 14     | Nancy Springer                                                  | Il sole d'argento                          | Secondo romanzo della pentalogia del Libro di Isle. | Luglio 1989    |
| 15     | Rhondy V. Salsitz                                               | La figlia del destino                      | Secondo romanzo della dilogia di Alorie. | Agosto 1989    |
| 16     | Lyndon Hardy                                                    | Il signore delle magie                     | Primo romanzo della prima trilogia della Magia dei Numeri. | Settembre 1989 |
| 17     | Fred Saberhagen                                                 | Le terre desolate                          | Primo romanzo della trilogia di Ardneh. | Ottobre 1989   |
| 18     | Karl Edward Wagner                                              | Le trame dell'oscurità                     | Primo romanzo del ciclo di Kane. | Novembre 1989  |
| 19     | Andre Norton                                                    | Il potere della Luna                       | | Dicembre 1989  |
| 20     | Darrell Schweitzer                                              | Alla morte della dea                       | | Gennaio 1990   |
| 21     | Ted White                                                       | Il mondo di Qanar                          | Primo romanzo della trilogia di Qanar. | Febbraio 1990  |
| 22     | Derek Sawde                                                     | Lo scettro mortale                         | | Marzo 1990     |
| 23     | Gardner F. Fox                                                  | Kothar e la spada magica                   | Secondo romanzo della pentalogia di Kothar. | Aprile 1990    |
| 24     | Ted White                                                       | La maga di Qar                             | Secondo romanzo della trilogia di Qanar. | Maggio 1990    |
| 25     | E.C. Vivian                                                     | La valle del sogno                         | Primo romanzo della dilogia di Aia. | Giugno 1990    |
| 26     | Lyon Sprague de Camp                                            | Demone mancato                             | Prequel della trilogia del Re Riluttante entro il ciclo di Novaria. | Luglio 1990    |
| 27     | Lloyd Arthur Eshbach                                            | La terra oltre la soglia                   | Primo romanzo della tetralogia dei Cancelli di Lucifero. | Agosto 1990    |
| 28     | Michael Moorcock                                                | Il campione eterno                         | Primo romanzo della trilogia di John Daker. | Settembre 1990 |
| 29     | Andre Norton                                                    | Il mondo delle streghe                     | Primo romanzo del ciclo di Estcarp entro l'universo del Mondo delle Streghe. | Ottobre 1990   |
| 30     | Ted White                                                       | Le dimensioni dell'incantesimo             | Terzo romanzo della trilogia di Qanar. | Novembre 1990  |
| 31     | Michael Moorcock                                                | I guerrieri d'argento                      | Secondo romanzo della trilogia di John Daker. | Dicembre 1990  |
| 32     | Karl Edward Wagner                                              | Il guerriero dell'anello                   | Secondo romanzo del ciclo di Kane. | Gennaio 1991   |
| 33     | Lloyd Arthur Eshbach                                            | Il gioiello degli dèi                      | Secondo romanzo della tetralogia dei Cancelli di Lucifero. | Febbraio 1991  |
| 34     | Roger Eldridge                                                  | L'isola del mare oscuro                    | | Marzo 1991     |
| 35     | Andre Norton                                                    | Il segreto del mondo delle streghe         | Secondo romanzo del ciclo di Estcarp entro l'universo del Mondo delle Streghe. | Aprile 1991    |
| 36     | Nigel Frith                                                     | Asgard                                     | | Maggio 1991    |
| 37     | Robert Holdstock                                                | Lavondyss                                  | Primo tomo del secondo romanzo della Saga dei Mitago. | Giugno 1991    |
| 38     | Robert Holdstock                                                | Ultimo atto                                | Secondo tomo del secondo romanzo della Saga dei Mitago. | Luglio 1991    |
| 39     | Andre Norton                                                    | L'erede dell'unicorno                      | Primo romanzo del ciclo di High Hallack entro l'universo del Mondo delle Streghe. | Agosto 1991    |
| 40     | Lloyd Arthur Eshbach                                            | Gli incantesimi di Scath                   | Terzo romanzo della tetralogia dei Cancelli di Lucifero. | Settembre 1991 |
| 41     | Fred Saberhagen                                                 | Le Montagne Nere                           | Secondo romanzo della trilogia di Ardneh. | Ottobre 1991   |
| 42     | Gardner F. Fox                                                  | Il guerriero stregone                      | Primo romanzo della tetralogia di Kyrik. | Novembre 1991  |
| 43     | Michael Shea                                                    | La leggenda di Nifft                       | Primo romanzo della trilogia di Nifft. | Dicembre 1991  |
| 44     | John Jakes                                                      | Ricordati di Atlantide                     | | Gennaio 1992   |
| 45     | Andrew J. Offutt                                                | Conan e la spada di Skelos                 | Romanzo apocrifo del ciclo di Conan il cimmero. | Febbraio 1992  |
| 46     | Richard A. Knaak                                                | Drago di fuoco                             | Primo romanzo dell'ottologia del Regno dei Draghi. | Marzo 1992     |
| 47     | Andre Norton                                                    | Tre contro il mondo delle streghe          | Terzo romanzo del ciclo di Estcarp entro l'universo del Mondo delle Streghe. | Aprile 1992    |
| 48     | Fred Saberhagen                                                 | Il mondo di Ardneh                         | Terzo romanzo della trilogia di Ardneh. | Maggio 1992    |
| 49     | Nancy Varian Berberick                                          | L'ombra della settima luna                 | Primo romanzo della dilogia della Settima Luna. | Giugno 1992    |
| 50     | James Silke e Frank Frazetta                                    | Il segno dell'elmo                         | Primo romanzo della tetralogia di Gath di Baal. | Luglio 1992    |
| 51     | Avram Davidson e Grania Davis                                   | Marco Polo e la bella addormentata         | | Agosto 1992    |
| 52     | Gardner F. Fox                                                  | Kothar e lo stregone                       | Quarto romanzo della pentalogia di Kothar. | Settembre 1992 |
| 53     | Geoff Ryman                                                     | La magia di Cara                           | | Ottobre 1992   |
| 54     | Karl Edward Wagner                                              | La crociata nera                           | Terzo romanzo del ciclo di Kane. | Novembre 1992  |
| 55     | Tanith Lee                                                      | Gli Imperi Azzurri                         | Raccolta di tre romanzi brevi, primo volume della tetralogia del Libro Segreto di Paradys. | Dicembre 1992  |
| 56     | Peter Morwood                                                   | Signore dei demoni                         | Secondo romanzo della tetralogia del Libro degli Anni. | Gennaio 1992   |
| 57     | Baird Searles e Brian Thomsen (curatori)                        | Il piccolo popolo. Storie di nani e hobbit | Antologia di nove testi su nani e hobbit: comprende il romanzo breve La mappa dello Stoor, sette racconti e una poesia. | Febbraio 1992  |
| 58     | Michael Moorcock                                                | La saga di Gloriana                        | | Marzo 1993     |
| 59     | James Silke e Frank Frazetta                                    | I signori della distruzione                | Secondo romanzo della tetralogia di Gath di Baal. | Aprile 1993    |
| 60     | Greer Ilene Gilman                                              | La saggezza della luna                     | | Maggio 1993    |
| 61     | Marion Zimmer Bradley (curatrice)                               | Storie di spade e magia                    | Prima antologia della collana Sword & Sorceress edita da DAW Books, comprende quattordici racconti sword & sorcery d'impianto femminista. | Giugno 1993    |
| 62     | Terry Brooks                                                    | Il magico regno di Landover                | Primo romanzo della prima trilogia di Landover. | Luglio 1993    |
| 63     | Isaac Asimov, Martin H. Greenberg e Charles G. Waugh (curatori) | Il regno incantato                         | Dodicesima antologia della collana Isaac Asimov's Magical Worlds of Fantasy edita da The New American Library, comprende diciotto testi sulle fate: i tre romanzi brevi La casa delle rose, Terra di nessuno e Regina dell'Aria e della Notte e quindici racconti.                                                                                 | Agosto 1993    |
| 64     | Susan M. Shwartz                                                | Calice di sangue                           | | Settembre 1993 |
| 65     | Margaret Weis e Tracy Hickman                                   | La spada nera                              | Primo romanzo della tetralogia della Spada Nera. | Ottobre 1993   |
| 66     | Roger Taylor                                                    | Il richiamo della spada                    | Primo romanzo della pentalogia delle Cronache di Hawklan. | Novembre 1993  |
| 67     | Stephen R. Donaldson                                            | La conquista dello scettro                 | Primo romanzo delle Cronache di Thomas Covenant l'incredulo. | Dicembre 1993  |
| 68     | C. J. Cherryh                                                   | Il paladino                                | | Gennaio 1994   |
| 69     | Piers Anthony                                                   | La spada rossa                             | Quarto romanzo dell'ottologia delle Incarnazioni. | Febbraio 1994  |
| 70     | Margaret Weis e Tracy Hickman                                   | La rosa del profeta                        | Primo romanzo della trilogia della Rosa del Profeta. | Marzo 1994     |
| 71     | James Silke e Frank Frazetta                                    | Il dente e l'artiglio                      | Terzo romanzo della tetralogia di Gath di Baal. | Aprile 1994    |
| 72     | Marion Zimmer Bradley (curatrice)                               | Nuove storie di spade e magia              | Seconda antologia della collana Sword & Sorceress edita da DAW Books: comprende quindici racconti e una poesia sword & sorcery d'impianto femminista. | Maggio 1994    |
| 73     | Lois McMaster Bujold                                            | Terra di incantesimi                       | | Giugno 1994    |
| 74     | Richard A. Knaak                                                | Il drago di cristallo                      | Secondo romanzo dell'ottologia del Regno dei Draghi. | Luglio 1994    |
| 75     | Terry Brooks                                                    | L'unicorno nero                            | Secondo romanzo della prima trilogia di Landover. | Agosto 1994    |
| 76     | Poul Anderson                                                   | La saga di Hrolf Kraki                     | Riadattamento in prosa delle varie saghe dedicate a re Hrolf Kraki. | Settembre 1994 |
| 77     | Robert L. Asprin, Ellen Datlow e Terri Wildling (curatrici)     | Miti fiabe & guerrieri                     | Indicato in copertina come Speciale Fantasy Inverno 1994. Volume doppio contenente: - Gli uomini del M.I.T.H.. Settimo romanzo del ciclo del M.I.T.H. di Asprin. - Fiabe d'eroi. Terza antologia della collana The Year's Best Fantasy and Horror curata da Datlow e Windling per St. Martin's Press; comprende sedici racconti di fantasy mitico. | Novembre 1994  |
| 78     | Tom De Haven                                                    | La saga del Vagabondo del re               | Omnibus della trilogia del Vagabondo del re: 1. L'Emissario dei Mondi 2. Lo Sterminatore dei Mondi 3. Il Sopravvissuto dei Mondi | Giugno 1995    |
| 79     | Martin H. Greenberg (curatore)                                  | Sulle orme del re                          | Antologia di diciannove testi in omaggio a J.R.R. Tolkien: comprende i due romanzi brevi La vestizione dei pozzi e La strada lungo il fiume e diciassette racconti, con introduzione di Jane Yolen. | Novembre 1995  |

| Numero | Autore                                                   | Titolo                                                                | Note | Pubblicazione                   | Anno         |
| ------ | -------------------------------------------------------- | --------------------------------------------------------------------- | --- | ------------------------------- | ------------ |
| 1      | Karl Edward Wagner                                       | Fantasy Estate 1992. I venti della notte / L'angelo della morte       | Omnibus delle due raccolte di racconti appartenenti al ciclo di Kane: - I venti della notte. Raccolta di un romanzo breve e cinque racconti. - L'angelo della morte. Raccolta di due romanzi brevi e un racconto.                                                                 | Supplemento a Urania Fantasy 49 | Maggio 1992  |
| 2      | R.A. Salvatore e Lin Carter (curatore)                   | Fantasy Inverno 1992. La figlia della strega e 12 racconti di fantasy | Volume doppio contenente: - La figlia della strega. Secondo romanzo della trilogia di Ynis Aielle di Salvatore. - Nelle mani degli dei. Seconda antologia della collana The Year's Best Fantasy Stories curata da Carter per DAW Books; comprende dodici racconti heroic fantasy. | Supplemento a Urania Fantasy 54 | Ottobre 1992 |
| 3      | L. S. de Camp e Catherine Crook de Camp, Michael Kurland | Fantasy Estate 1993. Dame e sortilegi                                 | Volume doppio contenente: - La dama bizzarra. Secondo romanzo della dilogia Neo-Napoletana dei coniugi de Camp. - Dieci piccoli maghi. Romanzo apocrifo del ciclo di Lord Darcy scritto da Kurland.                                                                               | Supplemento a Urania Fantasy 60 | Maggio 1993  |
| 4      | Gardner F. Fox                                           | Fantasy Inverno 1993. Spade per la gloria                             | Omnibus di tre romanzi: - Kyrik contro il mondo dei demoni. Secondo romanzo della tetralogia di Kyrik. - Kothar, barbaro spadaccino. Fix-up di tre racconti, primo romanzo della pentalogia di Kothar. - Kothar e l'uccisore di maghi. Quinto romanzo della pentalogia di Kothar. | Supplemento a Urania Fantasy 66 | Ottobre 1993 |
| 5      | Karl Edward Wagner e Lin Carter (curatore)               | Fantasy Estate 1994. La legione degli eroi                            | Volume doppio contenente: - La Legione delle Ombre. Romanzo apocrifo del ciclo di Bran Mak Morn scritto da Wagner. - Segreti e misteri. Terza antologia della collana The Year's Best Fantasy Stories curata da Carter per DAW Books; comprende dieci racconti heroic fantasy.    | Supplemento a Urania Fantasy 73 | Maggio 1994  |

| Numero | Autore            | Titolo                                                 | Note | Pubblicazione             | Anno           |
| ------ | ----------------- | ------------------------------------------------------ | --- | ------------------------- | -------------- |
| 1      | Jordan Wong Lee   | L'ultima imperatrice                                   | Presentato come traduzione dell'inesistente originale inglese The Dovager Emperess and the Wolfman Swordsman. |                           | Agosto 2001    |
| 2      | Sergio Valzania   | Le armi dei maghi                                      | Terzo romanzo della trilogia di Keerg.                                                                        |                           | Settembre 2001 |
| 3      | Robert E. Howard  | Conan il conquistatore                                 | Unico romanzo canonico del ciclo di Conan il cimmero.                                                         | Supplemento a Urania 1480 | Dicembre 2003  |
| 4      | Ursula K. Le Guin | I venti di Earthsea                                    | Sesto romanzo del Ciclo di Earthsea.                                                                          | Supplemento a Urania 1484 | Marzo 2004     |
| 5      | Ursula K. Le Guin | Leggende di Earthsea                                   | Raccolta di due romanzi brevi, tre racconti e un saggio, quinto volume del Ciclo di Earthsea.                 | Supplemento a Urania 1488 | Luglio 2004    |
| 6      | Robert E. Howard  | Conan. La Spada della Fenice                           | Raccolta in ordine di composizione dei primi cinque racconti del ciclo di Conan il cimmero.                   | Supplemento a Urania 1495 | Febbraio 2005  |
| 7      | Elizabeth Moon    | La Saga di Paksenarrion - 1. La figlia della spada     | Primo romanzo della trilogia di Paksenarrion.                                                                 | Supplemento a Urania 1505 | Dicembre 2005  |
| 8      | Elizabeth Moon    | La Saga di Paksenarrion - 2. La spada di Fin Panir     | Secondo romanzo della trilogia di Paksenarrion.                                                               | Supplemento a Urania 1512 | Luglio 2006    |
| 9      | Elizabeth Moon    | La Saga di Paksenarrion - 3. Il giuramento della spada | Terzo romanzo della trilogia di Paksenarrion.                                                                 | Supplemento a Urania 1517 | Dicembre 2006  |

| Numero | Autore             | Titolo                   | Note | Pubblicazione             | Anno         |
| ------ | ------------------ | ------------------------ | --- | ------------------------- | ------------ |
| 1      | Robert E. Howard   | Kull. Esule di Atlantide | Raccolta completa del ciclo di Kull di Valusia allestita postuma da Patrice Louinet; comprende dieci racconti, una poesia e sette bozze e frammenti. | Supplemento a Urania 1533 | Aprile 2008  |
| 2      | Mariangela Cerrino | Cronache dell'epoca Mu   | Raccolta completa del ciclo di Mu allestita dall'autrice, comprende diciotto racconti.                                                               | Supplemento a Urania 1539 | Ottobre 2008 |